# Kazuto Sakata
Kazuto Sakata (Japans: 坂田 和人, Sakata Kazuto) (Tokio, 15 augustus 1966) is een voormalig Japans motorcoureur. In de jaren 1994 en 1998 werd hij in de 125cc-klasse van het wereldkampioenschap wegrace wereldkampioen op Aprilia. Na het seizoen 1999 beëindigde hij zijn actieve carrière. Kazuto Sakata was de eerste Japanse coureur die voor een Europees merk reed. 

Kazuto Sakata behoorde tot de generatie Japanse coureurs die in de jaren negentig ook buiten Japan furore maakten. Hoewel Takazumi Katayama al in het seizoen 1977 wereldkampioen in de 350cc-klasse was geworden, startten Japanners in de jaren tachtig meestal alleen als wildcardrijder in de Japanse Grand Prix. In het seizoen 1993 werd Tetsuya Harada met een Yamaha wereldkampioen 250 cc. Op dat moment was het heel normaal dat rijders uit de hele wereld op Japanse motorfietsen reden, maar Japanners gebruikten uitsluitend Japanse motorfietsen. Aprilia en Kazuto Sakata doorbraken deze trend met succes in het seizoen 1994. Sakata kreeg echter slechts beperkte steun van Aprilia en moest vaak onderdelen lenen van collega's. Hij kon ook niet van de sport leven. In een interview werd hem gevraagd wat hij als vrijetijdsbesteding deed. Hij antwoordde: "werken bij Yumbo". Kazuto kreeg tijdens zijn carrière technische ondersteuning van zijn broer Akihiko.

## Carrière
Kazuto Sakata begon met racen in 1988. In dat jaar won hij het regionale Tsukuba-beginnelingenkampioenschap. In 1989 won hij de jeugdklasse van het All Japan Road Race Championship en het 125cc-seriekampioenschap in de internationale klasse. In 1990 werd hij 125cc-kampioen van het All Japan Road Race Championship.

### 1991 en 1992
In het seizoen 1991 debuteerde Sakata als privérijder in de 125cc-klasse van het wereldkampioenschap. Honda vertrouwde in die tijd nog op Europese rijders als Loris Capirossi, Fausto Gresini en Ralf Waldmann. Sakata presteerde wisselvallig in dit seizoen, maar wist in de laatste race, de GP van Maleisië tweede te worden achter wereldkampioen Capirossi. Hij sloot het seizoen af als dertiende in de eindstand. Het seizoen 1992 verliep ook wisselvallig. Zonder podiumplaatsen eindigde Sakata als elfde in de eindstand. 

### 1993
Het seizoen 1993 met de nieuwe Honda RS 125 R verliep erg goed. Sakata scoorde uitsluitend podiumplaatsen: twee keer eerste, tien keer tweede en een keer derde. Hij werd met slechts veertien punten verschil tweede achter Honda-rijder Dirk Raudies. In de Spaanse Grand Prix wilden hij  en Noboru Ueda eigenlijk niet starten, nadat in de kwalificatie hun vriend Nobuyuki Wakai verongelukt was. De circuitarts wist ze te overtuigen om ter ere van Wakai juist wel de rijden. Sakata won de race en droeg zijn overwinning op aan Wakai. 

### 1994 (eerste wereldtitel)
Nadat Alessandro Gramigni naar de 250cc-klasse was overgestapt en de samenwerking met Ralf Waldmann niet succesvol was gebleken, trok Aprilia voor het seizoen 1994 Kazuto Sakata als fabrieksrijder aan. Hij verhuisde ook naar Italië. Het was een kleine mijlpaal: zelfs de Europese merken (Aprilia in elk geval) erkenden dat de Japanse coureurs in de 125cc-klasse de toon aangaven. Sakata was de enige Aprilia-rijder die overwinningen scoorde, niet meer dan drie. Honda won er elf, maar verdeeld over Noboru Ueda (drie), Takeshi Tsujimura (vier) en Dirk Raudies (drie). Sakata werd wereldkampioen, Ueda werd tweede en Tsujimura derde. 

### 1995
In het seizoen 1995 bleek Honda-rijder Haruchika Aoki ongenaakbaar. In het begin van het seizoen kon Sakata hem nog aardig bijbenen. Hij grossierde in polepositions en als het met Sakata niet goed ging, was dat met Aoki ook zo. Sakata kreeg echter te maken met valpartijen en technische problemen en hoewel hij de Britse Grand Prix en de Tsjechische Grand Prix won, werd hij tweede in het wereldkampioenschap met 84 punten achterstand. 

### 1996
In het seizoen 1996 werd Haruchika Aoki opnieuw wereldkampioen, maar Sakata kon geen tegenstand bieden. Aprilia had nu ook een flink aantal topcoureurs. Terwijl Sakata een slecht seizoen beleefde, wist stalgenoot Masaki Tokudome vier overwinningen te scoren. Aoki scoorde er slechts twee, maar haalde wel altijd veel punten binnen. Sakata werd slechts achtste in het wereldkampioenschap.

### 1997
In het seizoen 1997 was Aoki overgestapt naar de 250cc-klasse, maar nu drukte de jonge Valentino Rossi zijn stempel op het seizoen. Hij won elf GP's, Noboru Ueda de overige drie. Sakata presteerde weer wisselvallig, maar met zeven podiumplaatsen sloot hij het seizoen als vierde af. 

### 1998 (tweede wereldtitel)
In het seizoen 1998 was ook Rossi naar de 250cc-klasse vertrokken. Sakata won vier 125cc-GP's. Na zijn derde overwinning (de GP van Frankrijk) gaf hij de leiding in het WK niet meer uit handen, ondanks wat mindere prestaties in de tweede seizoenshelft. Tomomi Manako (Honda) deed het eigenlijk beter, maar hij viel vier keer uit en moest tevreden zijn met de tweede plaats in het WK. De wereldtitel voor Sakato werd pas een maand na afsluiting van het seizoen door de FIM bevestigd. Er was twijfel gerezen of hij wel reglementaire brandstof had gebruikt. Na onderzoek door de technische commissie van de FIM bleek dit niet het geval te zijn. 

### 1999
Ondanks zijn wereldtitel reed Sakata in het seizoen 1999 weer als privérijder op een Honda. Zijn beste klassering was de zevende plaats in de GP van Catalonië en hij eindigde als veertiende in het wereldkampioenschap.

### Einde carrière
Na 1999 kon Kazuto Sakata geen goed sponsorcontract meer krijgen en hij beëindigde zijn carrière. Hij werkte wel nog mee aan een project om de gewone Honda NSR 120 R in te zetten in wegraces. 

## Wereldkampioenschap wegrace resultaten

### Puntentelling
|            | 1e | 2e | 3e | 4e | 5e | 6e | 7e | 8e | 9e | 10e | 11e | 12e | 13e | 14e | 15e |
| 1988-1991: | 20 | 17 | 15 | 13 | 11 | 10 | 9  | 8  | 7  | 6   | 5   | 4   | 3   | 2   | 1   |
| 1992-2011: | 25 | 20 | 16 | 13 | 11 | 10 | 9  | 8  | 7  | 6   | 5   | 4   | 3   | 2   | 1   |

(Races in vet zijn polepositions; races in cursief geven de snelste ronde aan)
| Jaar | Klasse | Team           | Motorfiets            | 1       | 2       | 3       | 4       | 5       | 6       | 7       | 8       | 9       | 10      | 11      | 12      | 13      | 14     | 15      | 16      | Punten | Plaats | Overwinningen |                                       | Wereldkampioen |
| ---- | ------ | -------------- | --------------------- | ------- | ------- | ------- | ------- | ------- | ------- | ------- | ------- | ------- | ------- | ------- | ------- | ------- | ------ | ------- | ------- | ------ | ------ | ------------- | ------------------------------------- | -------------- |
| 1991 | 125 cc | Privé          | F.C.C. Honda RS 125   | JAP DNF | AUS 16  | VST -   | SPA DNF | ITA DNF | DUI 10  | OOS DNF | EUR 14  | NED 11  | FRA 7   | GBR 8   | SMR 8   | TSL DNF |        | MAL 2   |         | 55     | 13e    | 0             | Loris Capirossi, Honda RS 125         |                |
| 1992 | 125 cc | Privé          | F.C.C. Honda RS 125   | JAP DNF | AUS DNF | MAL 6   | SPA 4   | ITA DNF | EUR -   | DUI DNF | NED 6   | HON 7   | FRA 4   | GBR 6   | BRA 14  | ZAF DNF |        |         |         | 42     | 11e    | 0             | Alessandro Gramigni, Aprilia RS 125 R |                |
| 1993 | 125 cc | Privé          | F.C.C. Honda RS 125 R | AUS 2   | MAL 2   | JAP 2   | SPA 1   | OOS 2   | DUI 2   | NED 2   | EUR DNF | SMR 2   | GBR 2   | TSL 1   | ITA 2   | VST 2   | FIM 3  |         |         | 266    | 2e     | 2             | Dirk Raudies, Honda RS 125 R          |                |
| 1994 | 125 cc | Krona-Aprilia  | Aprilia RS 125 R      | AUS 1   | MAL 2   | JAP 2   | SPA 1   | OOS 5   | DUI 2   | NED 4   | ITA 2   | FRA 3   | GBR 4   | TSL 1   | VST DNF | ARG 9   | EUR 7  |         |         | 224    | 1e     | 3             | Kazuto Sakata, Honda RS 125 R         |                |
| 1995 | 125 cc | Krona-Aprilia  | Aprilia RS 125 R      | AUS 2   | MAL 10  | JAP 3   | SPA 6   | DUI DNF | ITA 5   | NED 4   | FRA 12  | GBR 1   | TSL 1   | RIO DNF | ARG DNF | EUR 4   |        |         |         | 140    | 2e     | 2             | Haruchika Aoki, Honda RS 125 R        |                |
| 1996 | 125 cc | Krona-Aprilia  | Aprilia RS 125 R      | MAL 10  | INE 14  | JAP DNF | SPA 5   | ITA 3   | FRA 8   | NED 7   | DUI 11  | GBR 5   | OOS 9   | TSL 4   | IMO 12  | CAT 3   | RIO 11 | AUS DNF |         | 113    | 8e     | 0             | Haruchika Aoki, Honda RS 125 R        |                |
| 1997 | 125 cc | F.C.C.-Aprilia | Aprilia RS 125 R      | MAL 2   | JAP 2   | SPA 7   | ITA 6   | OOS 6   | FRA DNF | NED 3   | IMO 3   | DUI DNF | RIO 5   | GBR DNF | TSL 9   | CAT 2   | INE 2  | AUS 2   |         | 179    | 4e     | 0             | Valentino Rossi, Aprilia RS 125 R     |                |
| 1998 | 125 cc | Aprilia        | Aprilia RS 125 R      | JAP 1   | MAL 6   | SPA 1   | ITA 4   | FRA 1   | MAD 4   | NED 2   | GBR 1   | DUI 7   | TSL 2   | IMO 4   | CAT 9   | AUS 4   | ARF 5  |         |         | 229    | 1e     | 4             | Kazuto Sakata, Aprilia RS 125 R       |                |
| 1999 | 125 cc | Privé          | Honda RS 125 R        | MAL 10  | JAP 8   | SPA 15  | FRA 9   | ITA 8   | CAT 7   | NED 10  | GBR 13  | DUI 19  | TSL DNF | IMO DNF | VAL 12  | AUS 13  | ZAF 15 | RIO 17  | ARG DNF | 56     | 14e    | 0             | Emilio Alzamora, Honda RS 125 R       |                |